# Nicolas Daragon
Nicolas Daragon (nascido a 12 de março de 1972) é um político francês. Membro dos Republicanos (LR), é presidente da Câmara de Valence desde 2014 e vice-presidente do Conselho Regional de Auvérnia-Ródano-Alpes desde 2016.

## Biografia
Licenciado com mestrado em direito público pela HEC Paris, Nicolas Daragon é executivo do setor do turismo.
Em 1995, Nicolas Daragon foi eleito vereador de Valence na lista do vice-presidente da Câmara, Patrick Labaune. Seis anos depois, nas eleições autárquicas de 2001, foi reeleito vereador e tornou-se vice-presidente da Câmara.
Em 2008, a lista liderada por Patrick Labaune em Valence foi derrotada pelo socialista Alain Maurice. Nicolas Daragon é, no entanto, reeleito vereador e assume a liderança da oposição municipal, uma vez que Patrick Labaune, cabeça de lista e Léna Balsan, presidente cessante, optam por não ter assento na câmara municipal.
Durante as eleições municipais de 2014, Nicolas Daragon liderou a lista de direita e centro da assembleia em Valence, que foi eleita na segunda volta com 53,5% contra a lista de esquerda liderada pelo presidente da câmara cessante e uma lista do Reagrupamento Nacional.
Candidato a um novo mandato à frente de uma lista de direita nas eleições autárquicas de 2020, venceu à primeira volta, a 15 de março, obtendo 59,5% dos votos. Foi reeleito presidente da Câmara de Valence a 23 de maio de 2020. Pouco depois, como único candidato na corrida, foi reeleito à frente da comunidade urbana Valence Romans Agglo.
Durante as eleições regionais de 2021 em Auvergne-Rhône-Alpes, é o chefe da lista LR-UDI da sociedade civil de direita para o departamento de Drôme. Após a vitória desta lista a nível regional, Nicolas Daragon tornou-se vice-presidente do conselho regional de Auvérnia-Ródano-Alpes, delegado para as finanças, administração geral, recursos humanos e fundos europeus.